# شالده (مقاطعة فومن)
شالده (بالفارسية: شالده) هي قرية تقع في غيلان في إيران. يقدر عدد سكانها بـ 118 نسمة بحسب إحصاء 2016.